# Podhradie (okres Martin)
Podhradie (Hongaars: Szucsányváralja) is een Slowaakse gemeente in de regio Žilina, en maakt deel uit van het district Martin.
Podhradie telt 670 inwoners.

## Foto's

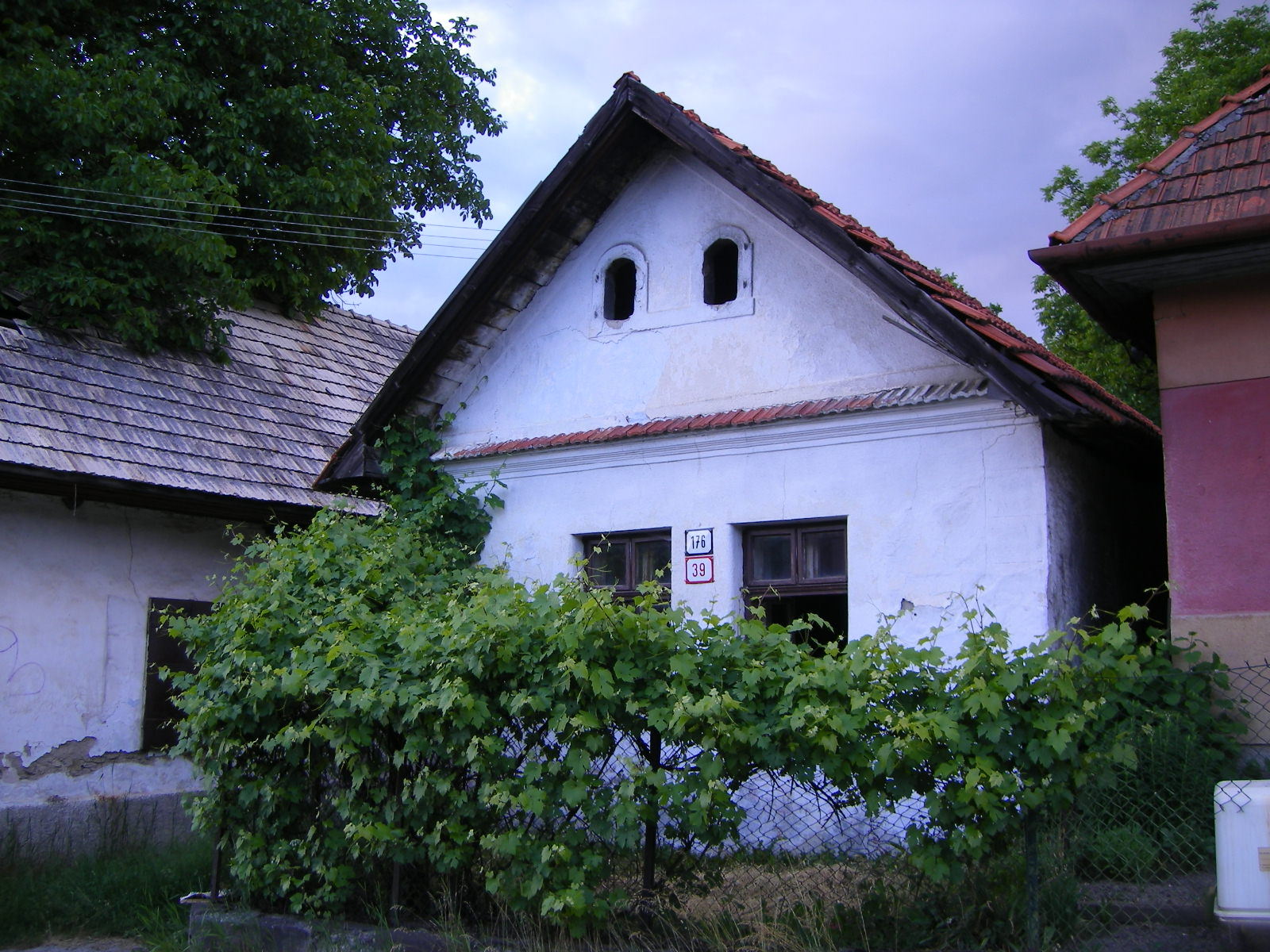
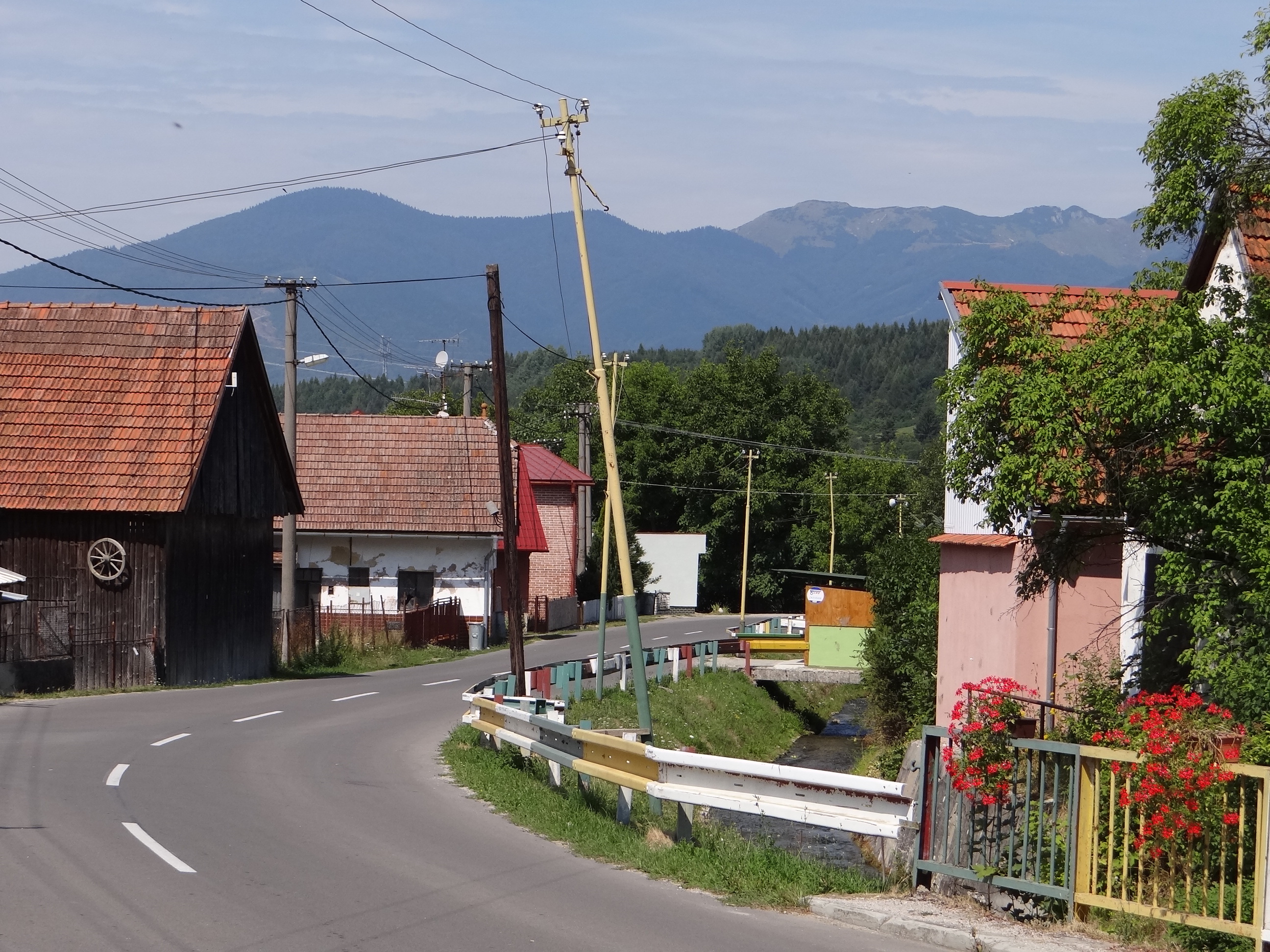
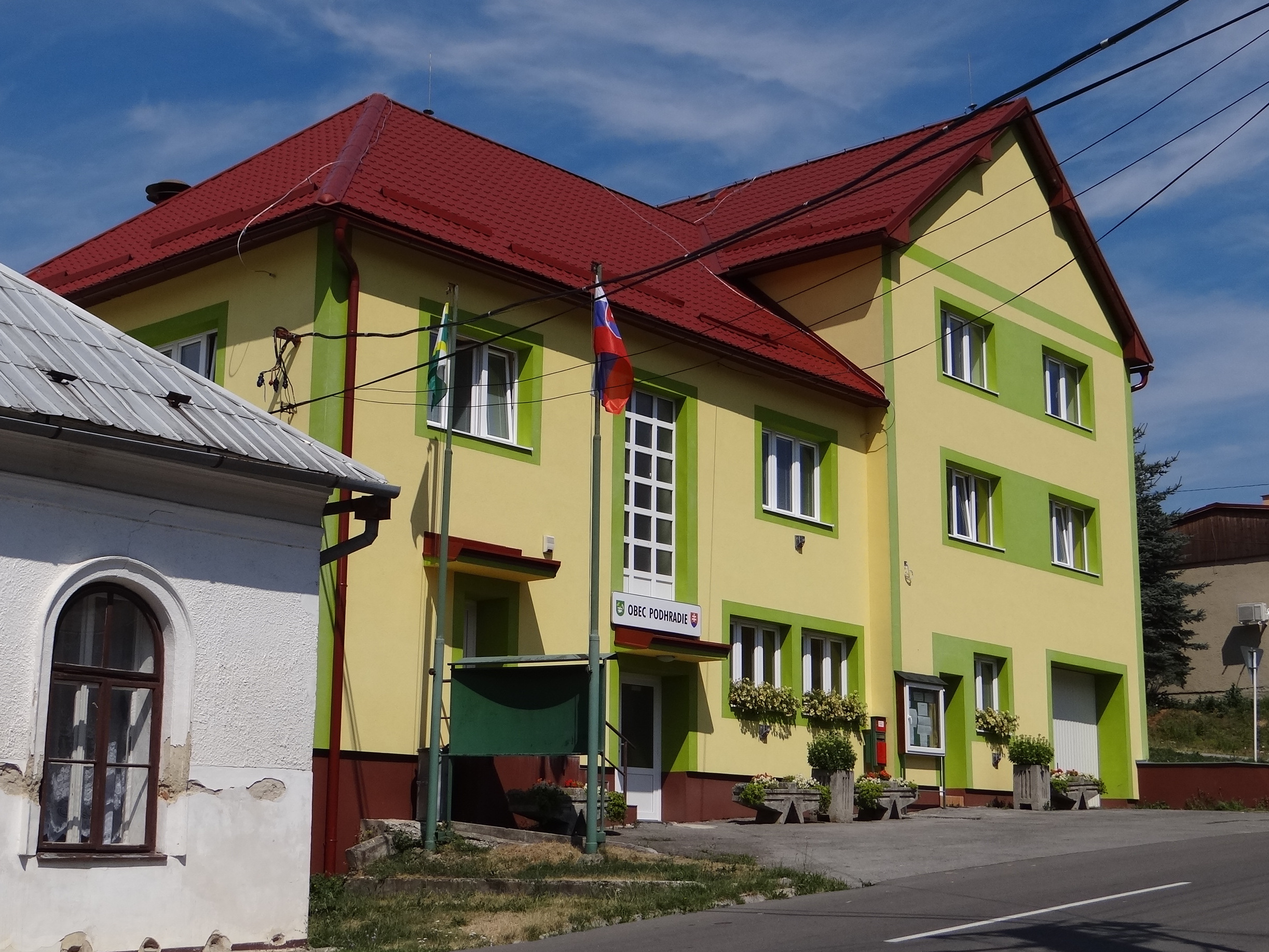
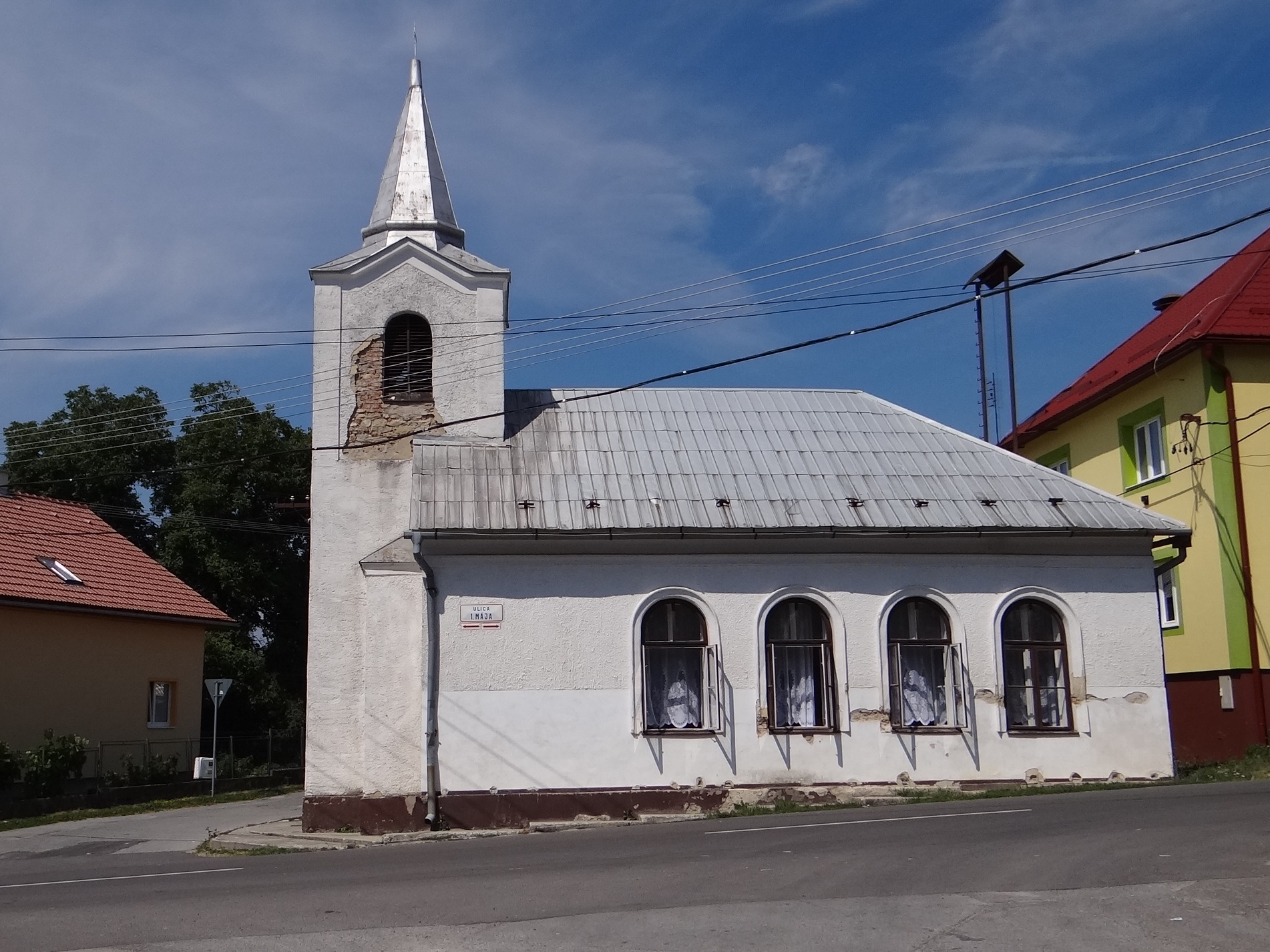